# Witold Michalik
Witold Michalik (ur. w 1905 w Rudkach; województwo lwowskie, zm. 3 lipca 1985 w Krakowie) – polski artysta fotograf, uhonorowany tytułem Artiste FIAP (AFIAP). Członek założyciel krakowskiego oddziału Polskiego Towarzystwa Fotograficznego.

## Życiorys
Witold Michalik mieszkał i pracował w Nowej Hucie, fotografował od 1955 roku. W 1939 roku został absolwentem Szkoły Budownictwa we Lwowie. W 1950 roku ukończył studia na Politechnice Krakowskiej im. Tadeusza Kościuszki. W 1956 roku był jednym ze współzałożycieli oddziału Polskiego Towarzystwa Fotograficznego w Nowej Hucie (przekształconego w latach późniejszych w Krakowski Klub Fotograficzny), w którym przez wiele lat pełnił funkcję prezesa oraz honorowego przewodniczącego Zarządu. W 1957 roku uczestniczył w Kursie Fotografiki prowadzonym przez Delegaturę Krakowską Związku Polskich Artystów Fotografików. W 1978 roku został korespondentem Photographica de Arte Camera Club of America – Springfield Ohio.
Witold Michalik był autorem i współautorem wielu wystaw fotograficznych; indywidualnych, zbiorowych (m.in. cyklicznej wystawy aktu i portretu „Venus” w Krakowie), poplenerowych, pokonkursowych. Brał aktywny udział (m.in.) w Międzynarodowych Salonach Fotograficznych, organizowanych pod patronatem FIAP, zdobywając wiele medali, nagród, wyróżnień, dyplomów, listów gratulacyjnych. Pokłosiem udziału w Międzynarodowych Salonach Fotograficznych (pod patronatem FIAP) było przyznanie Witoldowi Michalikowi (w 1980) tytułu honorowego Artiste FIAP (AFIAP) – nadanego przez Międzynarodową Federację Sztuki Fotograficznej FIAP, z siedzibą w Luksemburgu.
Fotografie Witolda Michalika mają w swoich zbiorach: Muzeum Narodowe we Wrocławiu, Ministerstwo Edukacji w Bangkoku (Tajlandia) oraz Fox Talbot Museum Lacock (Anglia).

## Wystawy
- „Akt od klasycznego do nowoczesnego”
- „Studium aktu”
- „Człowiek rodzi się nagi”
- „Akt psychologiczny”
- „Wielki finał”

Źródło